# Volvo 8700
Volvo 8700 — серия коммерческих автобусов большой вместимости, выпускавшихся компанией Volvo Bussar в период с 2002 по 2011 год.

## Информация
Как преемник Carrus Vega, который также производился и продавался как Volvo B10-400 и Volvo 7250 в Германии и Польше, основным отличием было то, что Volvo 8700 был построен на платформе Volvo TX. Внешний вид был унаследован от предшественника. 8700 производили на шасси B7R, B12B и B12M во всех модификациях, кроме B7R, который доступен в качестве шасси для трёхосных автобусов. 8700LE производился на шасси B7RLE и B12BLE, но в качестве трёхосного автобуса. Существует также сочленённая версия Volvo 8700LEA. В 2011 году на смену Volvo 8700 пришёл 8900.
Всего в Норвегию было поставлено 1300 автобусов, из которых 8700 и 8700LE составили почти равную долю.